# Туричківська сільська рада
Туричківська сільська рада — колишній орган місцевого самоврядування у колишньому Перечинському районі Закарпатської області з адміністративним центром у с. Турички. Сільській раді були підпорядковані такі села:
- с. Турички
- с. Липовець
- с. Лікіцари
- с. Лумшори

Рада складалася з 13 депутатів та голови.

## Керівний склад сільської ради
| ПІБ                           | Основні відомості                                                 | Дата обрання | Дата звільнення |
| ----------------------------- | ----------------------------------------------------------------- | ------------ | --------------- |
| Шахайда Дмитро Миколайович    | Сільський голова, 1962 року народження, освіта, безпартійний      | 26.03.2006   | 31.10.2010      |
| Пловайко Владислав Михайлович | Сільський голова, 1962 року народження, освіта вища, безпартійний | 31.10.2010   |                 |

Примітка: таблиця складена за даними джерела

## Населення
Згідно з переписом УРСР 1989 року чисельність наявного населення сільської ради становила 713 осіб, з яких 358 чоловіків та 355 жінок.
За переписом населення України 2001 року в сільській раді мешкала 481 особа.

### Мова
Розподіл населення за рідною мовою за даними перепису 2001 року:
| Мова       | Відсоток |
| ---------- | -------- |
| українська | 99,59 %  |
| російська  | 0,41 %   |